# Keputran (Pekalongan Timur)
Keputran is een bestuurslaag in het regentschap Pekalongan van de provincie Midden-Java, Indonesië. Keputran telt 3705 inwoners (volkstelling 2010).